# Rathaus (Großvillars)

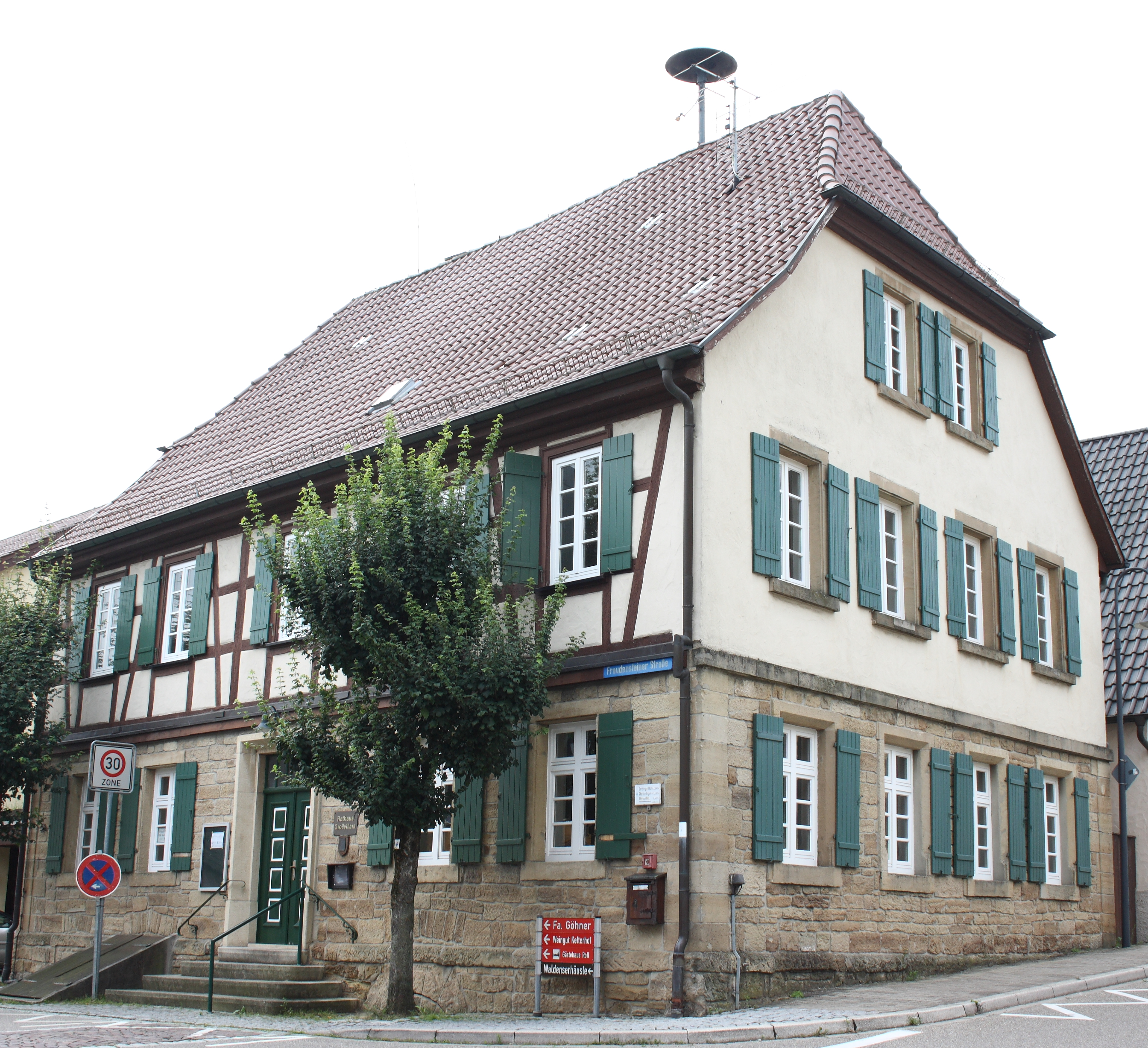
Ehemaliges Rathaus in Großvillars

Das Rathaus in Großvillars, einem Stadtteil von Oberderdingen im Landkreis Karlsruhe in Baden-Württemberg, wurde 1821 errichtet. Das ehemalige Rathaus an der Freudensteiner Straße 2 ist ein geschütztes Kulturdenkmal.
Im Gebäude mit einem Erdgeschoss aus heimischem Sandstein und einem Obergeschoss in Fachwerkbauweise waren ein Schulsaal und ein Ratszimmer im Erdgeschoss und im ersten Stock eine Lehrerwohnung untergebracht.